# Allium victorialis
La victorial larga (Allium victorialis) es una especie de planta bulbosa del género Allium, perteneciente a la familia de las amarilidáceas, del orden de las Asparagales.
Se distribuye por el Hemisferio Norte.

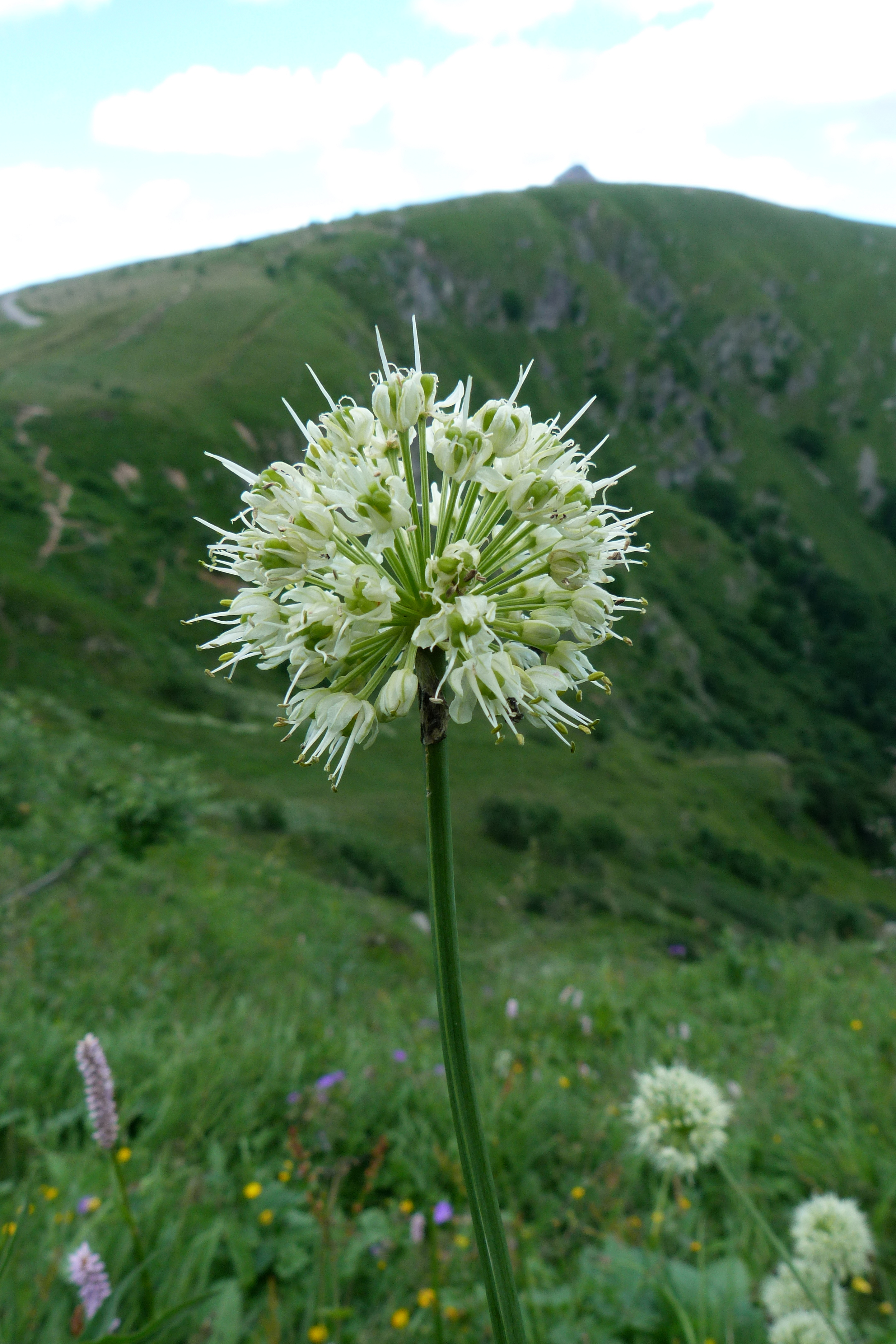
Inflorescencia

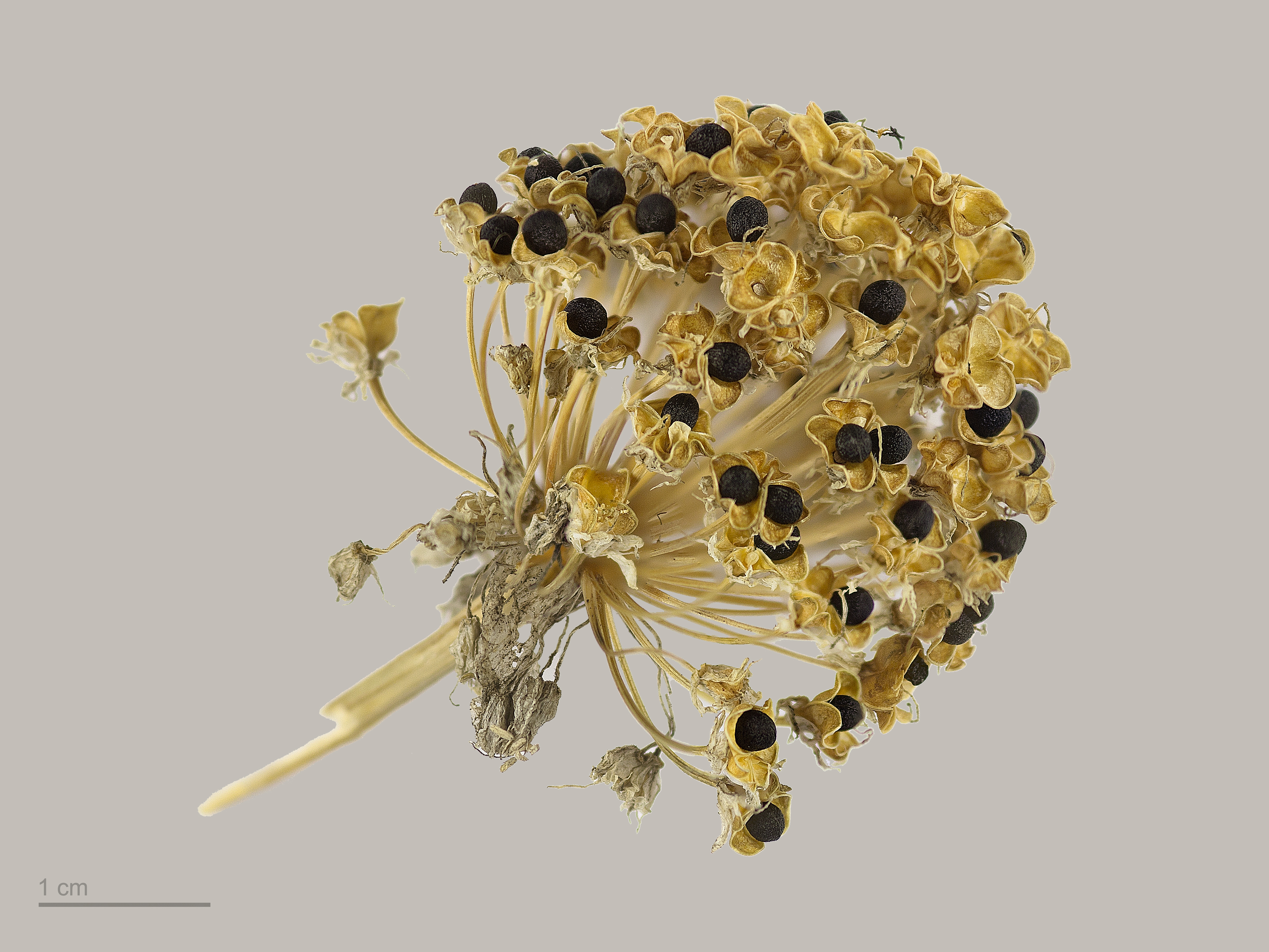
Allium victorialis

## Descripción
Allium victorialis es una especie que engaña a la gente, con el follaje de Convallaria. Es una especie que se encuentra en gran parte del hemisferio norte, desde Alaska a través de Asia, China y Europa. Puede ser muy variable como se puede esperar de su distribución.  En junio, las flores blancas aparecen, seguidas en julio por las de cápsulas de semillas abiertas y  redondas, de color negro brillante.

## Taxonomía
Allium victorialis fue descrita por Carlos Linneo y publicado en Species Plantarum 295, en el año 1753.
Etimología
Allium: nombre genérico muy antiguo. Las plantas de este género eran conocidos tanto por los romanos como por los griegos. Sin embargo, parece que el término tiene un origen celta y significa "quemar", en referencia al fuerte olor acre de la planta. Uno de los primeros en utilizar este nombre para fines botánicos fue el naturalista francés Joseph Pitton de Tournefort (1656-1708).
victorialis: epíteto latino que significa "victoriosa, símbolo de protección y victoria".
Sinonimia
- Cepa victorialis (L.) Moench, Methodus: 243. 1794.
- Geboscon lanceolatum Raf., Autik. Bot.: 59. 1840.
- Geboscon triphylum Raf., Autik. Bot.: 59. 1840), nom. illeg.
- Berenice victorialis (L.) Salisb., Gen. Pl.: 90. 1866, nom. inval. & illeg. non Tulasne (1857).
- Anguinum victorialis (L.) Fourr., Ann. Soc. Bot. Lyon, n.s., 17: 160. 1869.
- Loncostemon victoriale (L.) Raf., Fl. Tellur. 2: 21. 1837.
- Allium anguinum Bubani, Fl. Pyren. 4: 87. 1902.
- Allium convallarifolium Pall. ex Ledeb., Fl. Ross. 4: 184. 1852.
- Allium longibulbum Dulac, Fl. Hautes-Pyrénées: 110. 1867.
- Allium microdictyon Prokh., Bull. Applied Bot., Leningrad 1929-30, 114 (2): 174. 1930.
- Allium plantagineum Lam., Fl. Franç. 3: 262. 1778.
- Allium plantaginense Willk. & Lange, Prodr. Fl. Hispan. 1: 211. 1862.
- Allium reticulatum St.-Lag., Ann. Soc. Bot. Lyon 7: 119. 1880, nom. illeg.
- Allium victorialis var. asiaticum Nakai, Rep. Veg. Kamikoti: 35. 1928.[7]